# Ciało rzęskowe
Ciało rzęskowe (łac. corpus ciliare) – część oka otaczająca tęczówkę. Łączy ją z naczyniówką. W skład ciała rzęskowego wchodzą mięśnie rzęskowe (uczestniczące w zmianie kształtu soczewki) oraz wyrostki rzęskowe, których nabłonek produkuje ciecz wodnistą. 
Składa się z obwódki rzęskowej (nazywanej także obrączką wieńcową) i wieńca rzęskowego. Obwódka rzęskowa jest przedłużeniem naczyniówki. 
Wieniec rzęskowy składa się z płytki podstawnej i wyrostków rzęskowych. Płytka podstawna jest zbudowana z włókien łącznotkankowych, naczyń krwionośnych i komórek łącznotkankowych. Dodatkowo jest zaopatrzona w mięsień rzęskowy (zbudowany z miocytów gładkich). Wyrostki rzęskowe odchodzą od płytki podstawnej, są zbudowane z tkanki łącznej zaopatrzonej we włókna sprężyste. Wieniec rzęskowy jest dobrze unaczyniony, natomiast obwódka rzęskowa jest naczyń pozbawiona.